# Czas

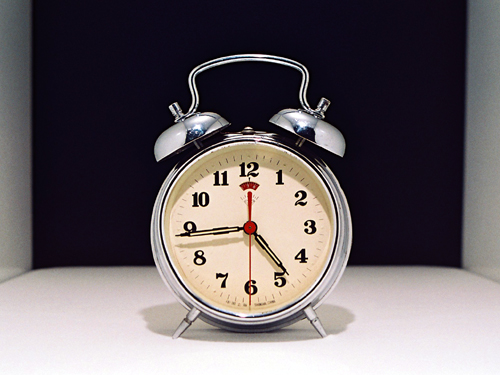
Zegar-budzik

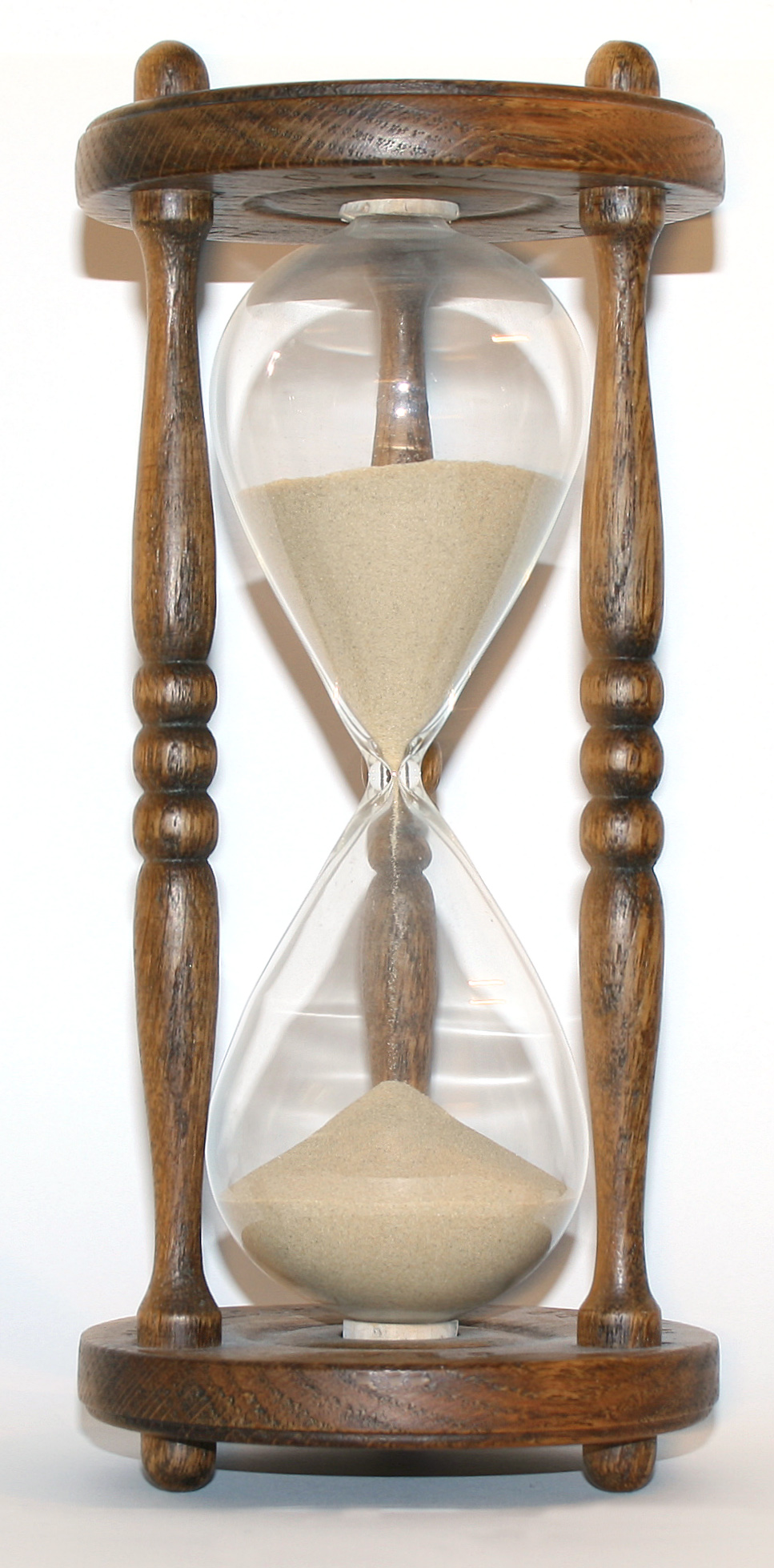
Drewniana klepsydra do odmierzania czasu

Czas – wielkość fizyczna określająca kolejność zdarzeń oraz odstępy między zdarzeniami zachodzącymi w tym samym miejscu. Pojęcie to jest również przedmiotem rozważań filozoficznych; może być rozumiana jako:
- chwila, punkt na osi czasu,
- odcinek czasu,
- trwanie,
- zbiór wszystkich punktów i okresów czasowych,
- czwarta współrzędna czasoprzestrzeni w teorii względności.

## Koncepcje czasu

### W fizyce
W fizyce klasycznej jest samodzielną wielkością niezależną od innych wielkości biegnącą w takim samym rytmie w całym Wszechświecie. W mechanice relatywistycznej czas stanowi czwartą współrzędną czasoprzestrzeni, jego upływ zaś zależy od obserwatora i jest różny dla różnych obserwatorów.
Według Newtona istnieje tylko jeden, uniwersalny i wszechobejmujący czas – płynie on w jednostajnym tempie i nic nie wywiera na niego wpływu. Jest więc absolutny i obiektywnie jednakowy w całym wszechświecie. Leibniz sprzeciwiał się teorii Newtona utrzymując, że czas jest porządkiem następstwa zdarzeń zachodzących w świecie – bez świata (zdarzeń) nie może być mowy o żadnym czasie. Także George Berkeley oponował, iż bez umysłu, który by postrzegał ruch, sama idea czasu staje się zwykłą iluzją.
Szczególna teoria względności Einsteina wprowadziła do fizyki nowe pojęcie czasu. Okazało się, że upływ czasu zależny jest od prędkości układu odniesienia, w którym się go mierzy. Jeżeli znajdujemy się na powierzchni Ziemi i mija nas przyjaciel w statku kosmicznym poruszającym się z prędkością porównywalną do prędkości światła w próżni, wydaje nam się, że jego zegar chodzi wolniej od naszego (dylatacja czasu). W życiu codziennym różnice te są niemierzalne, jednak w przypadku układów poruszających z prędkościami zbliżonymi do prędkości światła w próżni różnica pomiaru jest już bardzo duża.
Ogólna teoria względności Einsteina uwzględnia związek czasu z polem grawitacyjnym. Czas nie płynie już odrębnie, lecz jest związany jako czwarty wymiar w pojęciu czasoprzestrzeni. Zgodnie z podstawowym założeniem ogólnej teorii względności, grawitacja powoduje zakrzywienie czasoprzestrzeni. Zegary umieszczone w silniejszym polu grawitacyjnym chodzą wolniej, dlatego zegar leżący na powierzchni Ziemi chodzi wolniej, niż zegar umieszczony na przykład na szczycie wieży. Na co dzień różnice te są zaniedbywalnie małe, gdy jednak potrzeba bardzo dokładnego wyznaczania czasu, a z niego położenia, odchylenia te należy brać pod uwagę. Uwzględniono je na przykład w systemie GPS.

### W filozofii
Jednym z tematów dyskusji filozofów i naukowców był m.in. spór o absolutny bądź względny charakter czasu.
Wedle pitagorejczyka Parona czas jest czymś nieuporządkowanym, gdyż powoduje on utratę pamięci, zapominanie. W tym sensie czas jest bardziej przyczyną ginięcia, niż powstawania (Arystoteles, Fizyka 222b). Dla samego filozofa czas był jedynie ilością ruchu, odliczaniem poszczególnych momentów ‘teraz’ ze względu na ‘wcześniej’ i ‘później’.
Platon wierzył w czas cykliczny, będący stworzonym przez demiurga „ruchomym obrazem wieczności, poruszającym się według liczby”. Za to Arystoteles utożsamiał czas z ruchem – przejściem od możności do aktu.
Św. Augustyn rozważa w XI księdze Confessiones różne aspekty czasu. Wypowiada pogląd, że jest on bezcenny, nierozłączny ze zmianą (ruchem), stanowi pewien wymiar świata materialnego i wiąże się z przemijalnością. Teraźniejszość (to, co istnieje materialnie) jest dla niego czasem zauważanym (choć nieuchwytnym), przeszłość (to, co istniało) – pamiętanym, a przyszłość (to, co będzie istniało) – oczekiwanym; waha się jednak, czy te dwie ostatnie odmiany gdziekolwiek jeszcze (już) istnieją. Z całą pewnością stwierdza zaś, że czas stworzył Bóg, który znajduje się poza nim.
Zdaniem Kanta (estetyka transcendentalna) czas i przestrzeń są apriorycznymi formami naszej zmysłowości. Mają one swoje źródło w podmiocie i stosują się do wszystkich zjawisk (tzn. zmysły dostarczają wrażeń już ukształtowanych czasoprzestrzennie). Czas (i przestrzeń) ukazują się nam w doświadczeniu jako realne, jednak podczas transcendentalnej analizy okazują się „być” idealne – stają się niczym, gdy chcemy je rozważać niezależnie od doświadczenia.
Z kolei Bergson dokonuje istotnego rozróżnienia pomiędzy matematycznym, dyskretnym czasem (nauka) rozbitym na chwile i pojmowanym w sposób przestrzenny, a czasem „rzeczywistym”, czystym dzianiem się, ciągłością, która dana nam jest w introspekcyjnym doświadczeniu.
W koncepcji Husserla strumień czasu oglądany w swym czystym przepływie staje się tożsamy z samą świadomością (transcendentalną i absolutną). Ostateczne źródło czasu stanowi tym samym świadomość, która uobecnia się sobie samej – będąc źródłem czasu jest źródłem wszelkiego istnienia nadając mu sens. „Ja jestem” = istnieje strumień świadomości, w nim Ja objawia się sobie samemu za pośrednictwem i pod postacią czasu.
Jak pisał Heidegger w swoim Sein und Zeit, czas nie „jest” obecny ani w podmiocie, ani też w przedmiocie; nie jest wewnątrz bytu, ani na jego zewnątrz i „jest” on „wcześniej” od wszelkiej subiektywności oraz obiektywności, ponieważ stanowi warunek możliwości nawet dla owego „wcześniej”. Jak więc czas w ogóle „jest”?

## Jednostki czasu

### Jednostka podstawowa czasu w SI i CGS
- sekunda (s)

### Wywodzące się z systemu sześćdziesiątkowego
- minuta = 60 sekund
- kwadrans = 15 minut = 900 sekund
- godzina = 60 minut = 3600 sekund

Jednostki te są w powszechnym użyciu. Są jednym z niewielu reliktów sześćdziesiątkowego systemu liczbowego wywodzącego się z kultury sumeryjskiej.

### Astronomiczne
- doba (dzień) = 24 godziny = 86 400 sekund
- tydzień = 7 dni = 604 800 sekund
- miesiąc = 28, 29, 30 lub 31 dni = 2 419 200 (dla 28 dni) / 2 505 600 (dla 29 dni) / 2 592 000 (dla 30 dni) / 2 678 400 (dla 31 dni) sekund
- kwartał = 3 miesiące = 7 776 000 (dla 90 dni – I kwartał roku nieprzestępnego) / 7 862 400 (dla 91 dni – I kwartał roku przestępnego i II kwartał) / 7 948 800 (dla 92 dni – III i IV kwartał) sekund
- rok = 12 miesięcy = 365 lub 366 dni = 31 536 000 (dla 365 dni) / 31 622 400 (dla 366 dni) sekund
- dekada = 10 dni w odniesieniu do miesiąca albo 10 lat w odniesieniu do wieku (864 000 sekund dla 10 dni, 315 512 800 sekund dla 10 lat z dwoma latami przestępnymi, 315 599 200 sekund z trzema latami przestępnymi)
- wiek = 100 lat
- tysiąclecie (milenium) = 1000 lat

### Historyczne
- era kalendarzowa, np.
  - w kręgu kultury chrześcijańskiej dzieli historię ludzkości na okresy przed naszą erą i okres naszej ery – cezurą jest tu umowny moment narodzin Chrystusa

Nieformalnie używa się terminu „era” również w kontekście innych wydarzeń powodujących gwałtowny zwrot w historii ludzkości, np. era nowożytna, era atomu, era komputerów, era Internetu.

### Geochronologiczne
- chron
- wiek
- epoka
- okres
- eon

### Kosmologiczne
- kosmologiczna dekada

### W układzie naturalnym
- czas Plancka